# Слажнєв Іван Гаврилович
Іван Гаврилович Слажнєв (7 січня 1913, місто Шпола, тепер Черкаської області — 9 вересня 1978, місто Алма-Ата, тепер Алмати, Казахстан) — радянський державний діяч, 1-й заступник голови Ради міністрів Казахської РСР, 1-й секретар Павлодарського обласного комітету КП Казахстану, голова Кустанайського облвиконкому і Цілинного крайвиконкому. Кандидат у члени Бюро ЦК КП Казахстану. Кандидат у члени ЦК КПРС у 1966—1976 роках. Депутат Верховної ради Казахської РСР 4—9-го скликань.

## Життєпис
Трудову діяльність розпочав у 1928 році слюсарем Линовицького цукрового заводу Прилуцького району.
У 1928—1931 роках — учень Прилуцького технікуму механізації сільського господарства.
У 1931—1934 роках — механік машинно-тракторних станцій (МТС) в Узбецькій СРР та Українській СРР.
У 1934—1940 роках — студент Харківського інституту механізації і електрифікації сільського господарства, інженер-механік.
Член ВКП(б) з 1939 року.
У 1940—1942 роках — директор Майбалицької машинно-тракторної станції (МТС) Північно-Казахстанської області.
У 1942—1944 роках — 1-й секретар, 2-й секретар Пресновського районного комітету КП(б) Казахстану Північно-Казахстанської області.
У 1944—1947 роках — директор Суворовської машинно-тракторної станції (МТС) Північно-Казахстанської області.
У 1947—1953 роках — начальник Кустанайського обласного управління сільського господарства.
У 1953 році — 1-й заступник голови виконавчого комітету Кустанайської обласної ради депутатів трудящих.
У 1953—1955 роках — голова виконавчого комітету Кустанайської обласної ради депутатів трудящих.
У 1955 — лютому 1962 року — заступник голови Ради міністрів Казахської РСР.
Одночасно у 1961 — лютому 1962 року — міністр заготівель Казахської РСР.
У лютому 1962 — січні 1963 року — 1-й секретар Павлодарського обласного комітету КП Казахстану.
У січні 1963 — грудні 1964 року — 1-й секретар Павлодарського сільського обласного комітету КП Казахстану.
У грудні 1964 — березні 1965 року — 1-й секретар Павлодарського обласного комітету КП Казахстану.
У березні — жовтні 1965 року — голова виконавчого комітету Цілинної крайової ради депутатів трудящих.
У жовтні — грудні 1965 року — заступник голови Ради міністрів Казахської РСР.
У грудні 1965 — 9 вересня 1978 року — 1-й заступник голови Ради міністрів Казахської РСР.
Помер 9 вересня 1978 року.

## Родина
Дружина — Слажнєва Ганна Прокопівна. Син Микола і дочка Тетяна.

## Нагороди і звання
- два ордени Леніна
- орден Жовтневої Революції
- три ордени Трудового Червоного Прапора
- медалі.